# Шандровец
Ша́ндровец — село в Карпатах, в Борынской поселковой общине Самборского района Львовской области Украины. Село находится на территории регионального ландшафтного парка «Надсанский». Население составляет 1263 жителя.

## История и культура
Село Шандровец было основано до 1580 года над правым притоком Сана р. Река. В XVI веке село принадлежало семейству Кмитов, в XVII — Тарнавским, Фредам и Мнишекам.
Первая трёхсрубная церковь бойковского типа была построена до 1589 г. на высокой горе в центре села около старой дороги. На её месте в 1755 году была построена новая деревянная церковь архангела Михаила, предшественница современной, которую построили в 1924 году, и была переосвящена как церковь Св. Иоанна Крестителя. В церкви сохранились фрагменты старого иконостаса XVIII века и литургийные книги львовского издания XVII века. Около церкви находится погост и деревянная двухъярусная колокольня, построенная в 1995 году.
В селе хорошо сохранились традиционные деревянные бойковские строения, пилорамы, остатки насыпи для узкоколейки, много придорожных часовен и крестов. Между Шандровцем и Верхней Яблонькой проходит Главный европейский водораздел.

## Население
- 1880—723 (693 грекокатолика, 4 римокатолика, 26 иудеев; в том числе 720 русинов и 3 поляка)[1].
- 1989—1365 (704 муж., 661 жен.)[2]
- 2001—1263[3].